# Capo Mary Harmsworth
Capo Mary Harmsworth (in russo мыс Мэри-Хармсуорт, mys Mėri-Harmsuort) è l'estremo punto occidentale della Terra di Alessandra (Zemlja Aleksandry), e di tutto l'arcipelago della Terra di Francesco Giuseppe. Si protende nel mare di Barents. Si trova nel Primorskij rajon dell'oblast' di Arcangelo.
A 158,5 km in direzione ovest si trova l'isola Vittoria.
Capo Mary Harmsworth è stato così chiamato in onore della moglie di Alfred Harmsworth, membro della Royal Geographical Society, che era stato lo sponsor principale della Jackson-Harmsworth Polar Expedition (1894) nella Terra di Francesco Giuseppe.
Il navigatore russo Valerian Al’banov, sulla Svjataja Anna (Sant'Anna), aveva raggiunto capo Harmsworth nel 1914, dopo il suo lungo e tragico calvario sul ghiaccio polare.